# Dabrafenib
Le Dabrafenib est une molécule développée comme médicament, inhibiteur de la MAPK (mitogen-activated protein kinase). Ce médicament est commercialisé en France par Novartis sous le nom de spécialité Tafinlar sous forme de gélules dosées à 50 et 75 mg. Il a bénéficié d'une autorisation de mise sur le marché attribué par l'agence européenne du médicament en 2013  ,

## Utilisation
Il améliore la survie du mélanome malin métastatique porteur de la mutation BRAF-V600 . la réponse serait meilleure s'il est utilisé en combinaison avec le Trametinib,, en particulier en matière de durée de survie, .